# Obręcz kosza
Ten artykuł opisuje zagadnienie koszykarskie zgodne z normami FIBA.
Zasady w ligach NBA, NCAA lub innych mogą różnić się od tutaj przedstawionych.

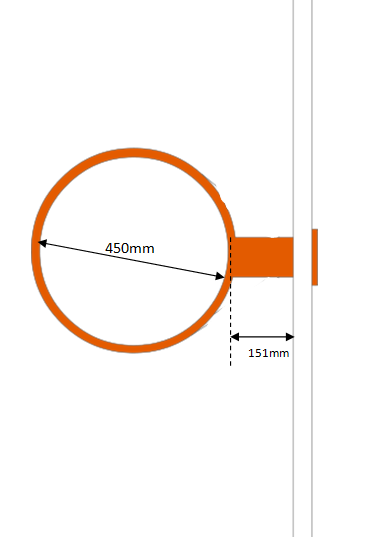
Widok obręczy z góry z wymiarami.

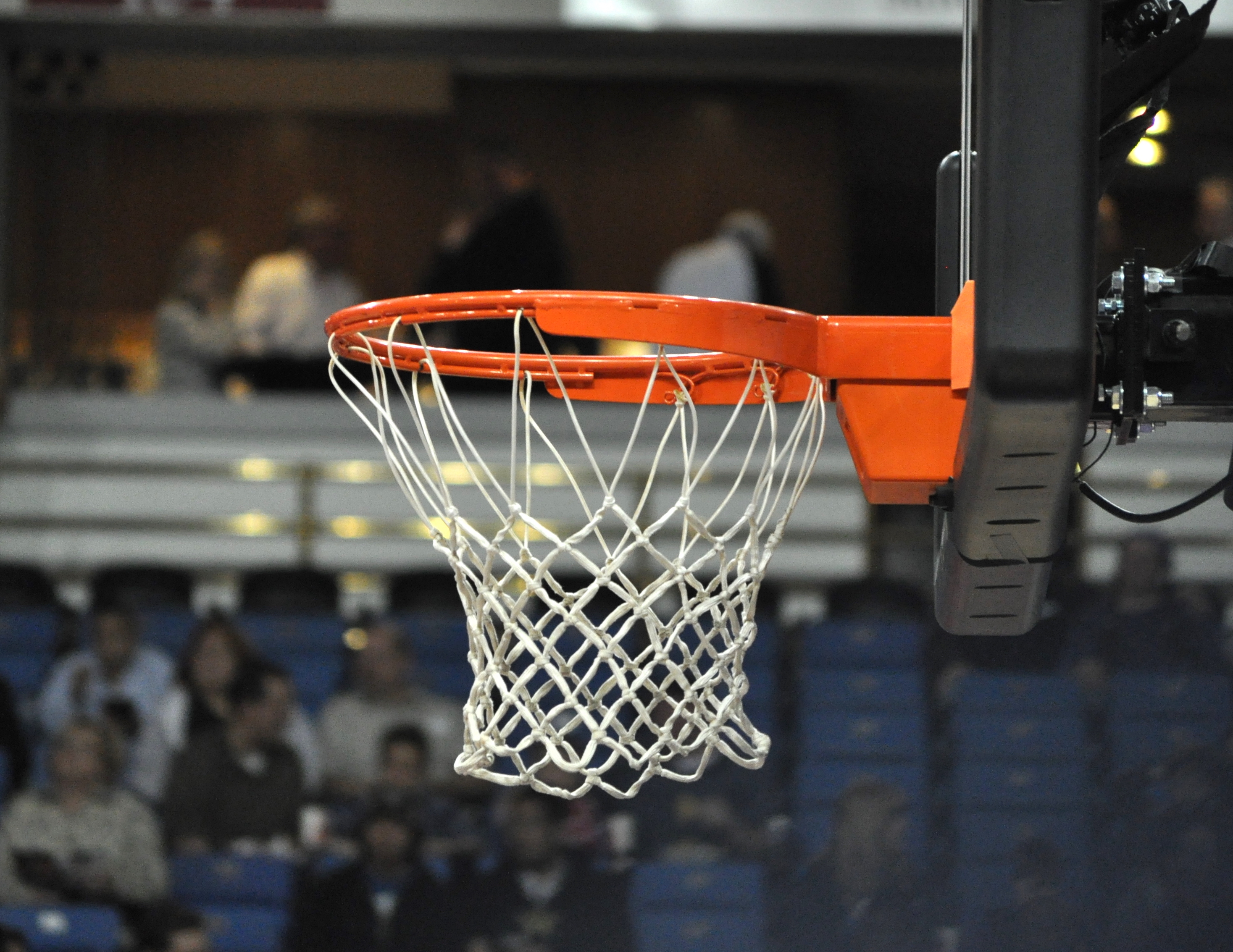
Obręcz kosza.

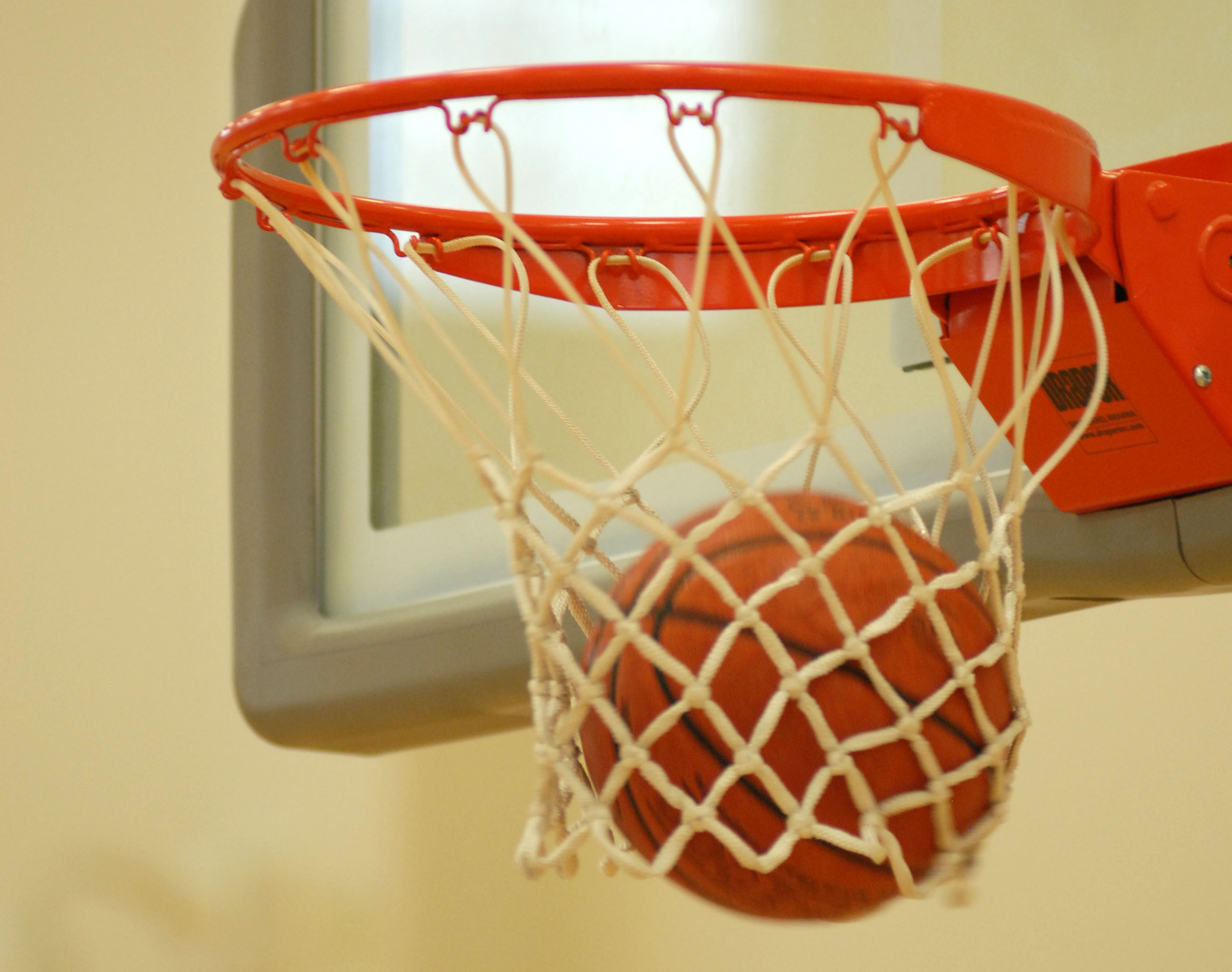
Jeden ze sposobów mocowania siatki.

Obręcz kosza – element wyposażenia boiska do koszykówki, fragment konstrukcji do koszykówki. Obręcz zawieszona jest nad podłogą na wysokości 305 cm. Przepisy jednak dopuszczają różnice wysokości wynoszące maksymalnie ±6 mm.
Obręcz kosza jest konstrukcją stalową, pozbawioną otworów większych niż 8 mm (jest to zabezpieczenie przed włożeniem palca). Tworzy ją pręt o średnicy ok. 16–20 mm. Wewnętrzna średnica obręczy powinna mieć wymiary ok. 450–459 mm. Wewnętrzny punkt obręczy, znajdujący się najbliżej tablicy kosza, dzieli odległość od tablicy, wynosząca 15,1 cm. Wymagany jest pomarańczowy kolor obręczy (według Natural Colour System ma być to: 0080-Y70R, 0090-Y70R, 1080-Y70R). 
Do obręczy w 12 miejscach przymocowana jest siatka. Mocowanie wykonane jest w ten sposób, by nie zawierało ostrych krawędzi, niebezpiecznych otworów, a w zawodach najwyższej rangi niedopuszczalne są także haki. Siatka wykonana jest z białego sznurka. Wykonana jest tak, aby na moment zatrzymywać piłkę wpadającą do kosza. Górna część siatki jest półsztywna. Cała siatka ma długość 40–45 cm.
Obecnie na zawodach wysokiej rangi (takich jak np. m.in. turnieje olimpijskie, mistrzostwa świata U-17 i U-19, oficjalne FIBA i wysokiej rangi zawody w federacjach krajowych) obowiązkowe jest używanie tzw. obręczy uchylnych, z kolei na pozostałych zawodach jest to wyraźnie zalecane przez przepisy.
Obręcz kosza jest przymocowana do tablicy w taki sposób, by siły przyłożone do obręczy nie przekładały się na tablicę. 
Właściwości odbicia i sprężystości obręczy i systemu podtrzymującego, mają być tak dobrane, aby pochłaniać energię w przedziale 35–50% całkowitej energii uderzenia, a różnica tych właściwości, między dwoma koszami na jednym boisku, nie może być większa niż 5%.